# 北九州市立鞘ヶ谷陸上競技場
北九州市立鞘ヶ谷陸上競技場（きたきゅうしゅうしりつさやがたにりくじょうきょうぎじょう）は、福岡県北九州市戸畑区にある陸上競技場兼球技場。
日本陸上競技連盟3種公認陸上競技場。

## 概要
元々は、新日鉄八幡製鐵所が保有する社員レクリエーション用グラウンドであり、新日本製鐵八幡サッカー部のJSL公式戦や陸上競技部の練習に使われた。
北九州市が小倉南区長野に建設を予定していた「北九州市総合運動公園陸上競技場」（仮称）の建設を断念した代わりとして、2002年に施設を改修し、北九州市に施設管理権を譲って今日に至る。同様に八幡製鐵所から市に施設管理権が譲渡された福利厚生施設として、大谷球場がある。
九州ラグビーフットボール協会主催のトップキュウシュウ公式戦が行われており、日本製鉄八幡ラグビー部（旧・新日鉄八幡ラグビー部）のホームグラウンドとなっている。また、Jリーグチーム・ギラヴァンツ北九州が練習場として使用している。ニューウェーブ北九州時代にはJFL公式戦会場としても使われたことがある。

## 施設
- メインスタンド・バックスタンド:いずれも座席（両サイド側だけ芝生席）
- サイドスタンド:芝生席（第1・2コーナー付近のみ。写真に写ってある反対側の第3・4コーナー付近はクラブハウスと思われる建物がある）

## 所在地・アクセス
- 福岡県北九州市戸畑区西鞘ヶ谷町20-1
- JR戸畑駅より西鉄バス40番・7番で「鞘ヶ谷競技場」下車（1時間2-3本・所要約17分）
- JR小倉駅そば「小倉駅入口」より西鉄バス7番で「鞘ヶ谷競技場」下車（1時間2本・所要約30分）